# Buda (Kortrijk)

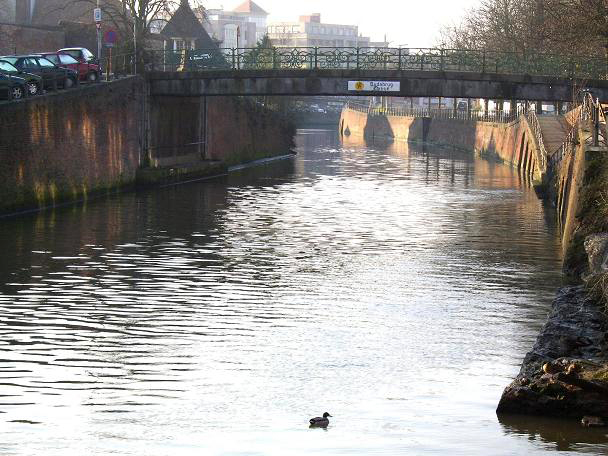
De oude Budabrug over de Leie (2010)

Buda is een eeuwenoude wijk in de Belgische stad Kortrijk. De wijk behoort tot de historische binnenstad en bevindt zich op het Buda-eiland. Het Buda-eiland wordt fysiek omgeven door twee armen van de rivier de Leie en ligt ten zuiden van Overleie.

## Geschiedenis en naamgeving

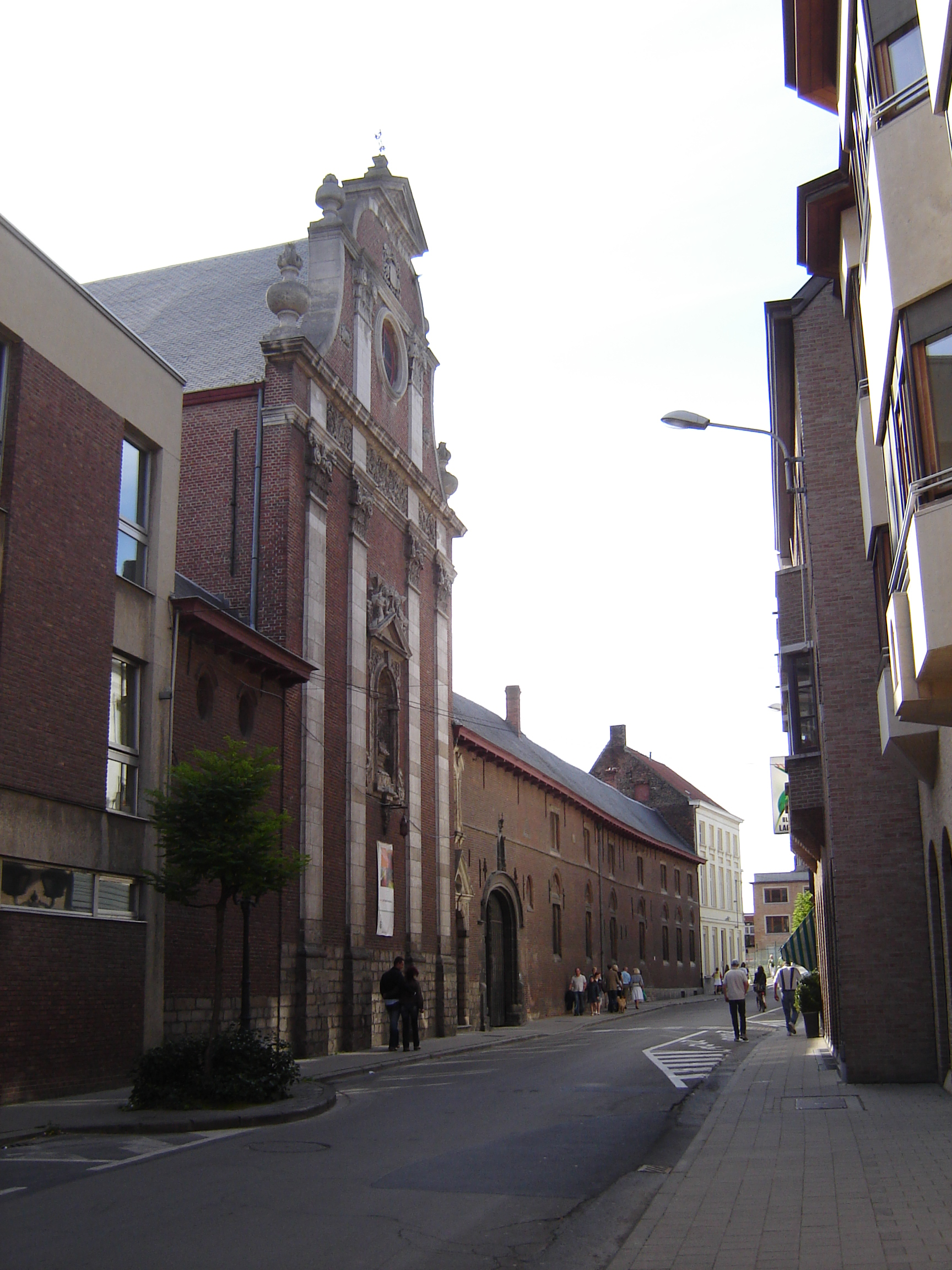
het O.L.V. Hospitaal op Buda

Buda is van oudsher de wijk ten noorden van de oude Leie-arm te Kortrijk. Vanaf 1454 werd Buda opgenomen in de stad dankzij de nieuwe versterkingen. Deze stenen muur van 2,3 km lang omgordde de toenmalige stad. De naam Buda is ontstaan op het einde van de 17de eeuw. In 1686 werd de versterkte stad Buda in Hongarije op de Turken veroverd. Ten opzichte van Pest ligt de bovenstad Buda aan de overkant van de Donau. Toen Vauban in 1690 en 1698 het hele Kortrijkse eiland liet versterken met een speciaal bolwerk aan de Broeltorens, zei men dat hier een "klein Buda" aangelegd werd. Deze naam bleef in de volksmond bewaard en komt in het archief voor het eerst voor in 1734. Later werd de naam van het eiland aan de hoofdstraat gegeven. Deze Budastraat is een van de oudste straten van de stad.
In deze wijk werd het oudste hospitaal van de stad Gesticht rond 1200-1204, het Onze-Lieve-Vrouwehospitaal. Oorspronkelijk werden de zieken verzorgd door zusters en broeders van de cisterciënzerorde maar later richtten ze zich naar de regel van Sint-Augustinus. Nu maakt het hospitaal deel uit van het AZ Groeninge en wordt het campus Onze-Lieve-Vrouw van het AZ Groeninge genoemd.
In haar geschiedenis heeft de wijk heel wat rampen meegemaakt. Op 16 januari 1826 ontstond brand in de herberg 'De Carpel'. Op 29 april 1865 brandde de fabriek van Felhoen-Pequeriau uit en werden de belendende huizen met het hospitaal bedreigd. Tijdens de overstroming van de Leie in 1894 stond de hele Budastraat onder water. Bij het opblazen van de bruggen in 1918 en 1940 werden de aanpalende huizen erg beschadigd. Tijdens de bombardementen van 26 maart 1944 werden aan het zuidelijke gedeelte 8 huizen vernield en waren er twee doden.
Van 1928 tot 1958 werd er vanaf de 14de augustus een driedaagse wijkkermis gehouden.
In de eerste helft van de 20ste eeuw werd het Buda-eiland gevoelig vergroot in noordelijke richting door het graven van de nieuwe Leie om de scheepvaart te vergemakkelijken. Ook in het begin van de 21ste eeuw werd het Buda-eiland uitgebreid door Leieverbredingswerken. In het noorden kwam een langgerekte strook land bij die omgebouwd werd tot budabeach, een stadspark dat 's zomers omgetoverd wordt tot een stadsstrand. Ook de westelijke zijde van het Buda-eiland werd in 2008 uitgebreid. Het nieuwe stuk land aan de westelijke tip van het eiland is een nieuw stadpark met uitzicht op de Leie geworden.
Naast de cultureel-historische kern van Kortrijk moet het Buda-eiland tot een kunsteneiland in stad en regio ontwikkelen.

## Kunst en cultuur

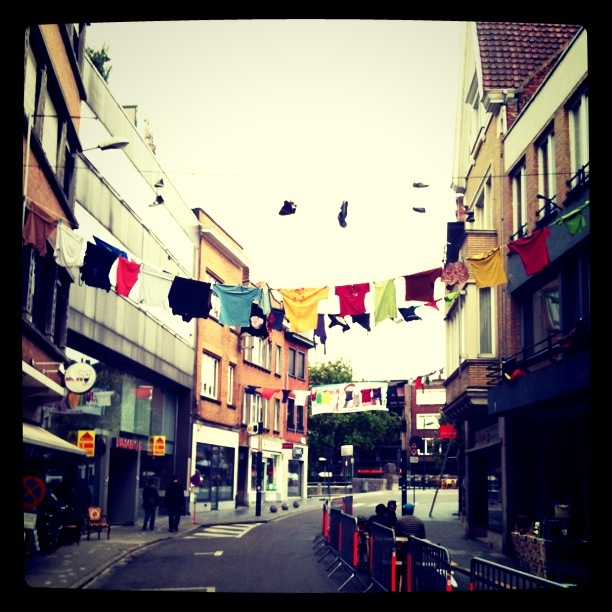
artistiek project buurtbewoners

- Op het Buda-eiland bevond zich het voormalige Broelmuseum, tot in 2014 het Kortrijkse museum voor schone kunsten en oudheidkunde. Dit 18de-eeuwse monumentale pand wordt momenteel omgevormd tot uitvalsbasis van het Buda Kunstencentrum met ruimte voor beeldende kunst, een koffiebar en kantoren.
- In 2003 werd met de steun van de Vlaamse overheid het stadsvernieuwingsproject Buda-kunsteneiland op gang geschoten. Hierbij wordt het Buda-eiland omgevormd tot een belangrijke culturele plek in de stad en de regio met de Budascoop, de Tacktoren en de Buda-kunstenfabriek. Zo werd het oude bioscoopcomplex Pentascoop omgebouwd tot een kunstencentrum met film- en theaterzalen, productie- en atelierruimtes en bijhorende administratie. Op het eiland is ook het hoofdkwartier van het Buda Kunstencentrum gevestigd.